# 1646 en musique classique
| \| • Retour à la chronologie générale de la musique classique • \| |
| Grèce • Rome • Haut Moyen Âge • VIIIe siècle • IXe siècle • Xe siècle • XIe siècle XIIe siècle • XIIIe siècle • XIVe siècle • XVe siècle • XVIe siècle • XVIIe siècle XVIIIe siècle • XIXe siècle • XXe siècle • XXIe siècle |
| • Retour à la chronologie générale de la musique classique • |

| Années en musique classique : 1643 - 1644 - 1645 - 1646 - 1647 - 1648 - 1649    |
| Décennies en musique classique : 1610 - 1620 - 1630 - 1640 - 1650 - 1660 - 1670 |

## Événements
- 15 mars : Jean-Baptiste Lully arrive à Paris.
- Egisto de Francesco Cavalli est représenté à Paris.

## Œuvres
- De traanen Petri ende Pauli, de Cornelis Padbrué (sur un livret de Vondel), le premier oratorio en Europe du Nord, publié par Paulus Matthijsz.
- Rooselijns oochjes, d'Anthony Pannekoeck.

## Naissances
- 29 juillet : Johann Theile compositeur et chef d'orchestre allemand († 22 juin 1724)
- 2 octobre : Guillaume Poitevin, joueur de serpent, maître de chapelle et compositeur français († 26 janvier 1706).

Date indéterminée :
- Juan de Araujo, compositeur latino-américain d'origine espagnole († 1712).

## Décès

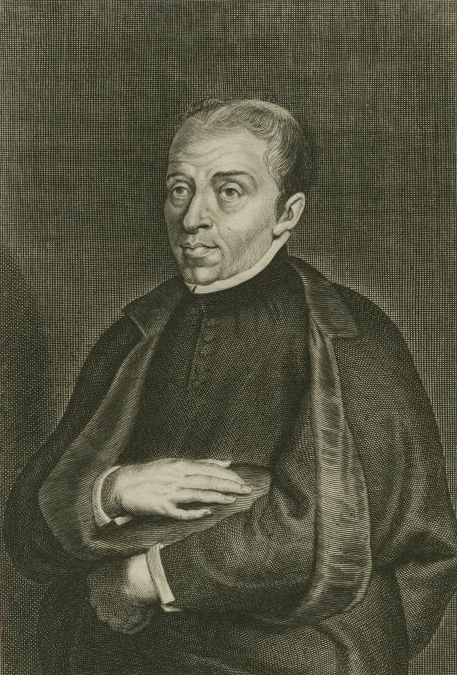
Duarte Lobo

- 1er avril : Johann Vierdanck, compositeur, violoniste et cornetiste allemand (° 1605).
- 24 septembre : Duarte Lobo, compositeur portugais (° 19 septembre 1565).
- 3 octobre : Virgilio Mazzocchi, compositeur italien (° 22 juillet 1597).